# Miesięcznikowce
Miesięcznikowce (Menispermales Bromhead) – rząd roślin wyróżniany w niektórych systemach klasyfikacyjnych roślin okrytonasiennych (np. w systemie Takhtajana z lat 1997 i 2009 oraz w systemie Reveala z lat 1993–1999).

## Systematyka
Klasyfikacja w systemie Takhtajana (1997, 2009)
W systemach Armena Tachtadżiana zarówno z 1997, jak i 2009, rząd Menispermales klasyfikowany był do nadrzędu jaskropodobnych Ranunculanae i podklasy Ranunculidae. Do rzędu należała jedna rodzina – miesięcznikowate Menispermaceae.
Pozycja i podział według systemu Reveala (1993–1999)
Analogicznie jak w systemach Takhtajana – rząd z podklasy jaskrowych i nadrzędu Ranunculanae z jedną rodziną miesięcznikowatych Menispermaceae.
System APG III (2009), system APG IV (2016)
Podobnie jak we wcześniejszych systemach APG (APG I i APG II) rząd ten nie jest wyróżniany, a rośliny tu należące w innych systemach włącza się w randze rodziny miesięcznikowatych (Menispermaceae) do rzędu jaskrowców Ranunculales.